# Sheryl Crow
Sheryl Suzanne Crow (Kennett, Misuri, 11 de febrero de 1962) más conocida como Sheryl Crow, es una cantante, compositora y actriz estadounidense. Su música incorpora elementos de pop, rock, country, jazz y blues. Ha lanzado diez álbumes de estudio, cuatro compilaciones y dos álbumes en vivo, y ha contribuido a varias bandas sonoras de películas. Sus canciones más populares incluyen «All I Wanna Do» (1994), «Strong Enough» (1994), «If It Makes You Happy» (1996), «Everyday Is a Winding Road» (1996), «Tomorrow Never Dies» (1997) —tema de la película de James Bond del mismo nombre—, «My Favourite Mistake» (1998), «Real Gone» (2006), «Picture» (2002) y «Soak Up the Sun» (2002).
Crow ha vendido más de 50 millones de álbumes en todo el mundo y ganó nueve Premios Grammy —de treinta y dos nominaciones— de la Academia Nacional de Artes y Ciencias de la Grabación. Como actriz, Crow ha aparecido en varias series de televisión, incluidas 30 Rock, Cop Rock, GCB, Cougar Town, Rally to Restore Sanity and/or Fear, One Tree Hill y NCIS: New Orleans.

## Biografía

### 1962-1986: primeros años y educación
Sheryl Suzanne Crow nació el 11 de febrero de 1962 en Kennett (Misuri), como hija de Bernice —de soltera Cain—, profesora de piano, y Wendell Wyatt Crow, abogado y trompetista. Durante su niñez, su madre se aseguró de que todas sus hijas aprendieran a tocar el piano desde la escuela primaria; a raíz de esto, Crow comenzó a apegarse a la música. Su bisabuelo fue el congresista Charles A. Crow (1873-1938).
Mientras estudiaba en Kennett High School, Crow era una majorette y atleta, obteniendo medallas en los 75 metros de vallas bajas. También se unió a la National Honor Society y la National FFA Organization, y fue coronada Paperdoll Queen. Luego se inscribió en la Universidad de Misuri en Columbia y en 1984 recibió una licenciatura en educación musical, donde cantaba con la banda local Cashmere, donde tocaba el teclado. Fue miembro de la Kappa Alpha Theta hermandad de mujeres, Sigma Alpha Iota Fraternidad Internacional de Música para Mujeres y la Omicron Delta Kappa Society, además de trabajar como líder de orientación de bienvenida de verano.

### 1987-1992: inicios artísticos y álbum debut desechado
Después de graduarse de la Universidad de Misuri, Crow trabajó como profesora de música en la Escuela Primaria Kellison en Fenton (Misuri). La enseñanza durante el día le dio la oportunidad de cantar en bandas los fines de semana. Más tarde fue presentada al músico y productor de discos local Jay Oliver. Tenía un estudio en el sótano de la casa de sus padres en St. Louis y la ayudó usándola para publicitar jingles. Su primer jingle fue un anuncio de vuelta a clases para los grandes almacenes de St. Louis Famous-Barr. Poco después cantó en jingles comerciales para McDonald's y Toyota. Ella fue citada en un segmento de 60 Minutes diciendo que ganó US$40 000 solo con el anuncio de McDonald's. Crow realizó una gira con Michael Jackson como corista durante su Bad World Tour de 1987 a 1989, y a menudo actuó con Jackson en las presentaciones en vivo de «I Just Can't Stop Loving You». En 1989 colaboró como coros en la canción de Neal Schon «Smoke of the Revolution» de su álbum Late Nite. En 1992 grabó su primer intento en un álbum debut con el productor discográfico de Sting Hugh Padgham. El álbum debut homónimo debía ser lanzado en septiembre de 1992, pero Crow y su sello decidieron mutuamente que el álbum no merecía ser lanzado. Crow lo describió como «demasiado producido» y «resbaladizo». Sin embargo, se filtraron un puñado de copias en casete del álbum, junto con carpetas de prensa para la publicidad. Este álbum se ha difundido ampliamente a través de redes de intercambio de archivos y aficionados. Mientras tanto, las canciones de Crow fueron grabadas por artistas importantes como Céline Dion, Tina Turner y Wynonna Judd.

### 1993-1997: éxito internacional
Crow comenzó a salir con Kevin Gilbert y se unió a él en un grupo de músicos conocidos por ellos mismos como Tuesday Music Club. El grupo existía como un colectivo de composición informal antes de su asociación con Crow, pero rápidamente se convirtió en un vehículo para su álbum debut después de su llegada. Miembros del grupo Gilbert, David Baerwald y David Ricketts —ambos antes de David & David—, Bill Bottrell, Brian MacLeod y Dan Schwartz comparten créditos de composición con Crow en su álbum debut, Tuesday Night Music Club, lanzado en 1993. Su relación con Gilbert se volvió amarga poco después de que se lanzara el álbum y surgieron disputas sobre los créditos de composición. Tuesday Night Music Club incluyó muchas de las canciones escritas por los amigos de Crow, incluido el segundo sencillo, «Leaving Las Vegas». El álbum tardó en llamar la atención, hasta que «All I Wanna Do» se convirtió en un éxito inesperado en octubre de 1994. Como dijo más tarde en People, encontró un viejo libro de poesía en una librería usada en el área de Los Ángeles y usó un poema como letra de la canción. Los sencillos «Strong Enough» y «Can't Cry Anymore» también fueron lanzados, con la primera canción —«Strong Enough»— en el puesto número 5 en Billboard y «Can't Cry Anymore» en el top 40. Tuesday Night Music Club vendió más de 7 millones de copias en los Estados Unidos y el Reino Unido durante la década de 1990. El álbum también ganó tres premios Grammy de Crow en 1995: Grabación del año, Mejor Artista Novel y Mejor Interpretación Vocal Femenina.
En 1996, Crow lanzó su segundo álbum homónimo Sheryl Crow. Ella misma produjo el álbum y también tocó una variedad de instrumentos, desde varias guitarras, bajo o pedal steel hasta varios órganos y piano. El sencillo debut, «If It Makes You Happy», se convirtió en un éxito de radio y le valió dos premios Grammy por Mejor Interpretación Vocal Femenina de Rock y Mejor Álbum de Rock. Otros sencillos incluyeron «A Change Would Do You Good», «Home» y «Everyday Is a Winding Road». Se prohibió la venta del álbum en Wal-Mart, porque en la letra de «Love Is a Good Thing», Crow dice que Wal-Mart vende armas a niños. El álbum también incluye una canción de protesta llamada «Redemption Day», que fue versionada por Johnny Cash en su último álbum American VI: Ain't No Grave.
Crow actuó en Another Roadside Attraction en 1997. También en 1997, Crow contribuyó con el tema principal de la película de James Bond «Tomorrow Never Dies». La canción fue nominada para un Premio Grammy y Globo de Oro a Mejor canción Original.

### 1998-2001:The Globe Sessionsy álbum en vivo

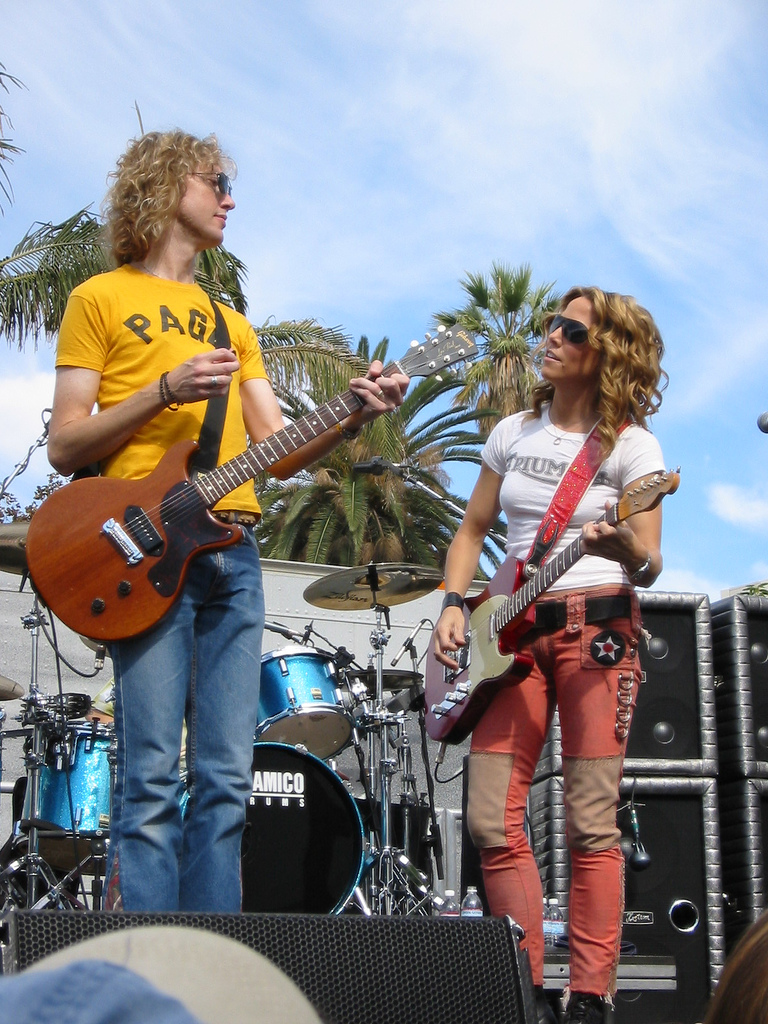
Crow en The Grove de Los Ángeles, California en 2002, con el guitarrista Peter Stroud.

Crow colaboró en el álbum de 1998 de Scott Weiland, 12 Bar Blues. También en 1998, Crow lanzó The Globe Sessions. Durante este período, habló en entrevistas de haber pasado por una profunda depresión, y se especuló sobre un breve romance con Eric Clapton. Se rumoreaba que el sencillo debut de este álbum, «My Favorite Mistake», trataba sobre Clapton, pero Crow dice lo contrario: que la canción trata sobre un exnovio mujeriego. Crow se negó a decir de quién trataba la canción, y le dijo a la revista Billboard sobre el lanzamiento de su álbum, «Oh, habrá tanta especulación, y por eso hay gran seguridad y protección en el hecho de que la gente adivinará tantas personas diferentes y yo soy la única persona que realmente lo sabrá. Soy muy reservada acerca de con quién he tenido relaciones, y no hablo de en la prensa. Ni siquiera hablo de ellos con la gente que me rodea». A pesar de las dificultades para grabar el álbum, Crow le dijo a la BBC en 2005 que «Mi sencillo favorito es "My Favourite Mistake". Fue muy divertido de grabar y sigue siendo muy divertido de tocar». El álbum ganó el premio al Mejor Álbum de Rock en los premios Grammy de 1999. Fue relanzado en 1999, con una pista extra, la versión de Crow de la canción de Guns N' Roses «Sweet Child o' Mine», que se incluyó en la banda sonora de la película Big Daddy. La canción ganó el Grammy de 1999 a la Mejor Interpretación Vocal Femenina de Rock. Otros sencillos incluyeron «There Goes the Neighborhood», «Anything but Down» y «The Difficult Kind». Crow ganó el Grammy de 2001 a la Mejor Interpretación Vocal Femenina de Rock por «There Goes the Neighbourhood». The Globe Sessions alcanzó el puesto número 5 en la lista Billboard 200, logrando ventas en Estados Unidos de 2 millones en enero de 2008. Más tarde, en 1998, Crow participó en un concierto en vivo en homenaje a Burt Bacharach, contribuyendo con la voz en «One Less Bell to Answer». En 1999, Crow también hizo su debut actoral como una vagabunda desafortunada en el drama/suspenso The Minus Man, protagonizada por su entonces novio Owen Wilson como un asesino en serie. También en 1999, apareció en el álbum de Prince Rave Un2 the Joy Fantastic, cantando coros en la canción «Baby Knows». Prince incluyó una versión de su «Everyday Is a Winding Road» en el álbum. También apareció en la colección de Zucchero Fornaciari Overdose d'amore / The Ballads con la canción «Blue» (coescrita por Bono).También lanzó un álbum en vivo llamado Sheryl Crow and Friends: Live From Central Park. El disco presentaba a Crow cantando muchos de sus exitosos sencillos con nuevos giros musicales y apariciones especiales de muchos otros músicos, incluidos Sarah McLachlan, Stevie Nicks, Dixie Chicks, Keith Richards y Eric Clapton. Incluyó «There Goes the Neighbourhood», que ganó el Grammy a la Mejor Interpretación Vocal Femenina de Rock.

### 2002-2004:C'mon, C'monyThe Very Best of Sheryl Crow

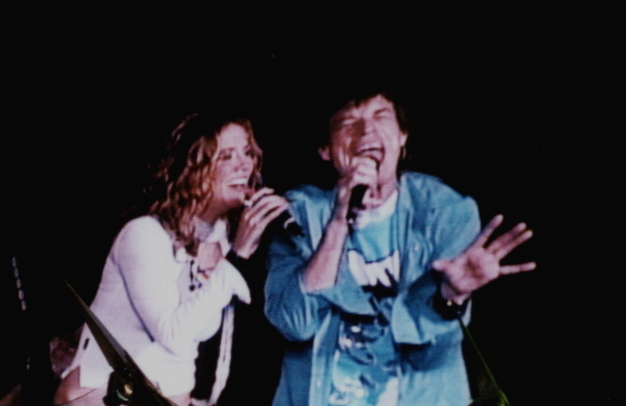
Crow y Mick Jagger en vivo en un concierto de Rolling Stones en 2002.

Crow ha estado involucrada con la Scleroderma Research Foundation (SRF) desde finales de la década de 1990, actuando en eventos de recaudación de fondos y haciéndose amigo de Sharon Monsky. En 2002, como resultado de la muerte de su amigo Kent Sexton por esclerodermia, interrumpió el trabajo en su nuevo álbum C'mon, C'mon para grabar el himno tradicional «Be Still, My Soul», que se interpretará en su funeral. En noviembre de ese año se lanzó como sencillo, y las ganancias se destinaron a SRF. Grabó la canción «Kiss That Girl» para la película Bridget Jones's Diary. También grabó una versión de la canción de The Beatles «Mother Nature's Son» para la película I Am Sam. Crow cantó a dúo con el artista de rock Kid Rock en el sencillo crossover «Picture», del álbum de Kid Rock de 2001 Cocky. Ella también lo ayudó en la pista «Run Off to L.A.».
Crow colaboró con Michelle Branch en la canción «Love Me Like That» para el segundo álbum de Branch, Hotel Paper, lanzado en 2003.
Apareció en el álbum de Johnny Cash American III: Solitary Man en la canción «Field of Diamonds» como vocalista de fondo, y también tocó el acordeón en las canciones «Wayfaring Stranger» y «Mary of the Wild Moor».
En 2003, se lanzó una compilación de grandes éxitos llamada The Very Best of Sheryl Crow. Presentó muchos de sus sencillos de éxito, así como algunas pistas nuevas. Entre ellos estaba la canción pop de la década de 1960, «The First Cut Is the Deepest» de Cat Stevens, que se convirtió en su mayor éxito de radio desde «All I Wanna Do». También lanzó el sencillo «Light in Your Eyes», que recibió una difusión limitada. «The First Cut Is the Deepest» le valió dos American Music Award como Mejor Artista Pop/Rock y Artista Contemporáneo Adulto del Año, respectivamente.
En 2004, Crow apareció como intérprete de teatro musical en la película biográfica de Cole Porter De-Lovely.

### 2005-2007:Wildflower

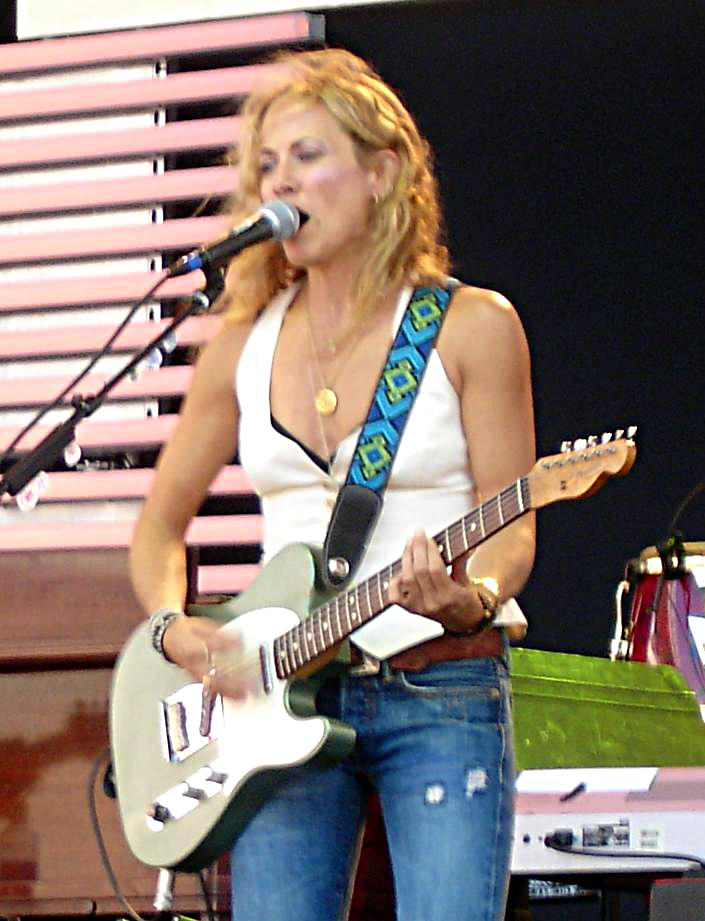
Crow en el Crossroads 2007.

Su quinto álbum de estudio, Wildflower, fue lanzado en septiembre de 2005. Aunque el álbum debutó en el número 2 en las listas de éxitos de Billboard, recibió críticas variadas y no tuvo tanto éxito comercial como sus álbumes anteriores. En diciembre de 2005, el álbum fue nominado al Grammy al Mejor Álbum Vocal Pop, mientras que Crow fue nominado al Grammy a la Mejor Interpretación Vocal Pop Femenina por el primer sencillo «Good Is Good». Sin embargo, finalmente perdió en ambas categorías ante Kelly Clarkson. El álbum recibió un nuevo impulso en 2006 cuando el segundo sencillo fue anunciado como «Always on Your Side», regrabado con el músico británico Sting y enviado a la radio, donde fue acogido rápidamente en Adult Top 40. La colaboración con Sting resultó en una nominación al Grammy a la Mejor Colaboración Pop con Voz. En enero de 2008, Wildflower vendió 949.000 unidades en los Estados Unidos.
En 2006, Crow contribuyó con «Real Gone», la pista de apertura de banda sonora para la película animada de 2006 Cars. A Crow se le diagnosticó cáncer de mama en etapa inicial a mediados de febrero de 2006, y sus médicos afirmaron que «el pronóstico para una recuperación completa es excelente».
El primer concierto de Crow después de su diagnóstico de cáncer fue el 18 de mayo de ese año en Orlando, Florida, donde tocó para más de 10 000 profesionales de tecnología de la información en la Convención SAP Sapphire. Su primera aparición pública fue el 12 de junio, cuando actuó en el Murat Theatre en Indianápolis, Indiana. También apareció en Larry King Live en CNN el 23 de agosto de 2006. En este programa, habló sobre su regreso, su ruptura con Lance Armstrong, su trabajo anterior como la cantante de respaldo de Michael Jackson, y su experiencia como sobreviviente de cáncer de mama.
A finales de 2006, Crow fue nominada para un Premio Globo de Oro por la canción Try Not To Remember (categoría de Mejor Canción Original) de la película Home of the Brave.
A principios de 2007, Crow tenía previsto cantar en un concierto benéfico anual para el Cardinal Glennon Children's Hospital que presenta el comentarista deportivo Bob Costas cada año. Su actuación fue rechazada por el arzobispo católico Raymond Burke (Raymond Leo Burke) debido a su posición sobre el aborto. Burke renunció como presidente de la junta de gobernadores del centro médico cuando se confirmó la comparecencia de Crow.
Crow escribió un prólogo para el libro Crazy Sexy Cancer Tips, un libro escrito por Kris Carr que se basó en su documental de 2007 «Crazy Sexy Cancer». Crow contribuyó con su cover de «Here Comes the Sun» de The Beatles en la banda sonora de la película animada de Dreamworks Bee Movie en noviembre de 2007. Contribuyó con la voz de fondo en la canción «Two» de Ryan Adams de su álbum Easy Tiger.

### 2008-2009:Detours

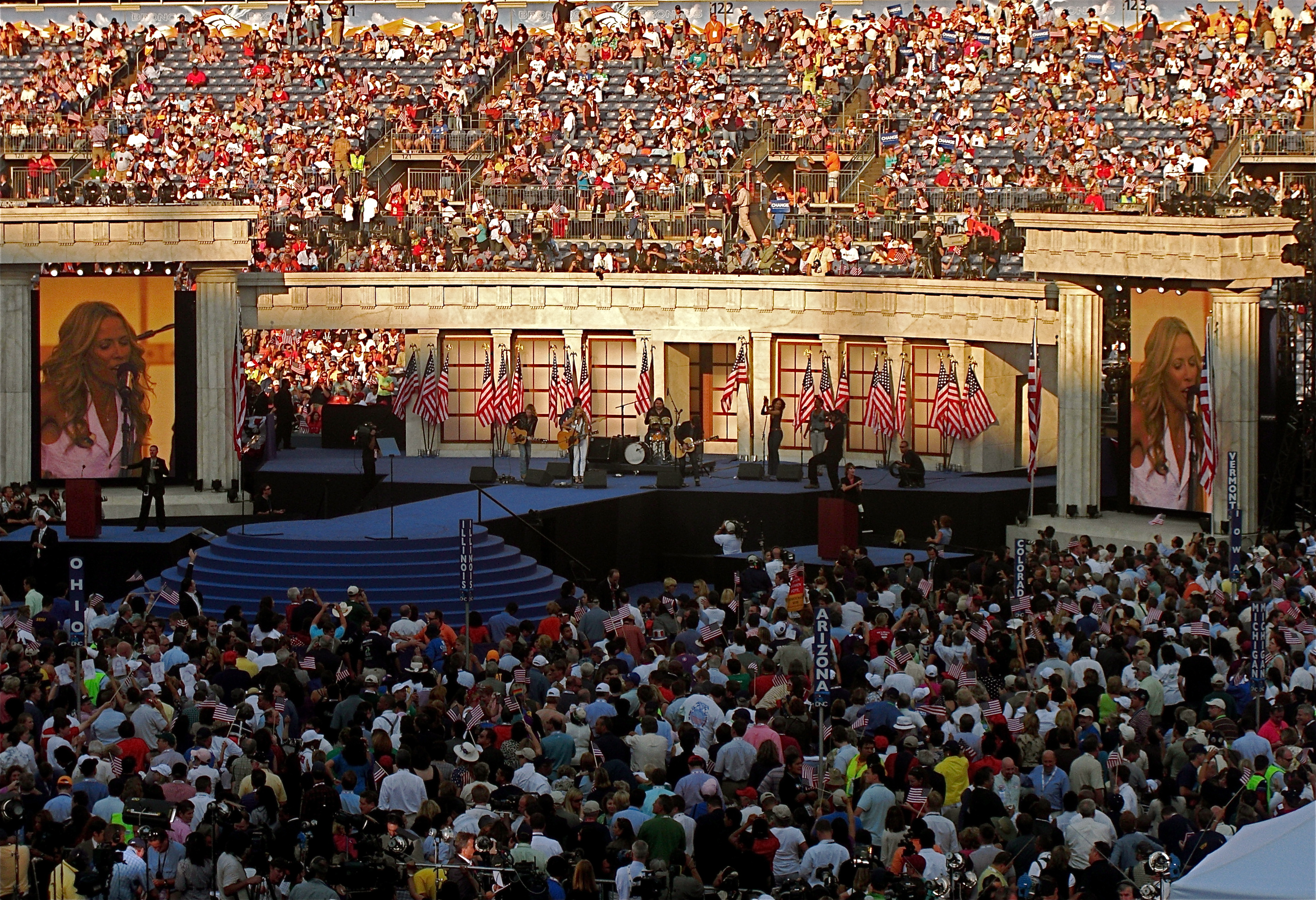
Crow actuando durante el último día de la Convención Nacional Demócrata de 2008 en Denver, Colorado.

Crow regresó con su sexto álbum de estudio Detours, que fue lanzado el 5 de febrero de 2008. Detours debutó en el n.° 2 en las llistas del Billboard de EE. UU. vendiendo cerca de 92 000 copias en su primera semana y 52 000 copias adicionales en su segunda semana. En apoyo del nuevo álbum, Crow lanzó una gira de 25 fechas con James Blunt, y la alineación incluyó al grupo de reggae Toots and the Maytals después de ser escogido por Crow, quien dijo que son una de sus bandas favoritas.
Detours se grabó en la granja de Crow en Nashville. Su hijo, Wyatt, hace una aparición en la canción «Lullaby for Wyatt», que aparece en la película Grace Is Gone.
«Shine Over Babylon» fue el primer sencillo promocional del álbum. El primer sencillo oficial lanzado del álbum fue «Love Is Free», seguido de «Out of Our Heads». En 2010, Detours había vendido más de 700 000 copias en todo el mundo.
Crow apoyó a Barack Obama en las elecciones presidenciales de Estados Unidos de 2008 y luego actuó en el cuarto y último día de la Convención Nacional Demócrata de 2008.
Crow también grabó una versión de estudio de «So Glad We Made It» para el álbum recopilatorio Team USA Olympic Soundtrack, junto con los patrocinadores del equipo olímpico de EE. UU., AT&T. Crow también declaró que donaría $1 de cada boleto comprado para su gira de 2008 a las Naciones Unidas Programa Mundial de Alimentos.
A&M Records relanzó el álbum debut de Crow, Tuesday Night Music Club, como una versión de lujo de 2 CDs y DVD el 17 de noviembre de 2009. El lanzamiento incluyó el sencillo «Killer Life», que se ubicó moderadamente en Adult album alternative. El CD extra contiene canciones inéditas y caras B, y una nueva mezcla de «I Shall Believe». El DVD incluye videos musicales de cada uno de los sencillos del álbum.
En agosto de 2008, Crow (en asociación con Western Glove Works) lanzó una marca de jeans, Bootheel Trading Company.
El 4 de abril de 2009, Crow, que practica Meditación Trascendental, participó en un concierto benéfico en el Radio City Music Hall en Nueva York organizado por la Fundación David Lynch apoyando el objetivo de la fundación de enseñar a meditar a un millón de estudiantes en riesgo. Ella y Ben Harper interpretaron «My Sweet Lord» de George Harrison. Otros artistas en el concierto fueron Paul McCartney, Ringo Starr, Mike Love, Moby, Eddie Vedder y Donovan.

### 2010-2012:100 Miles from Memphis

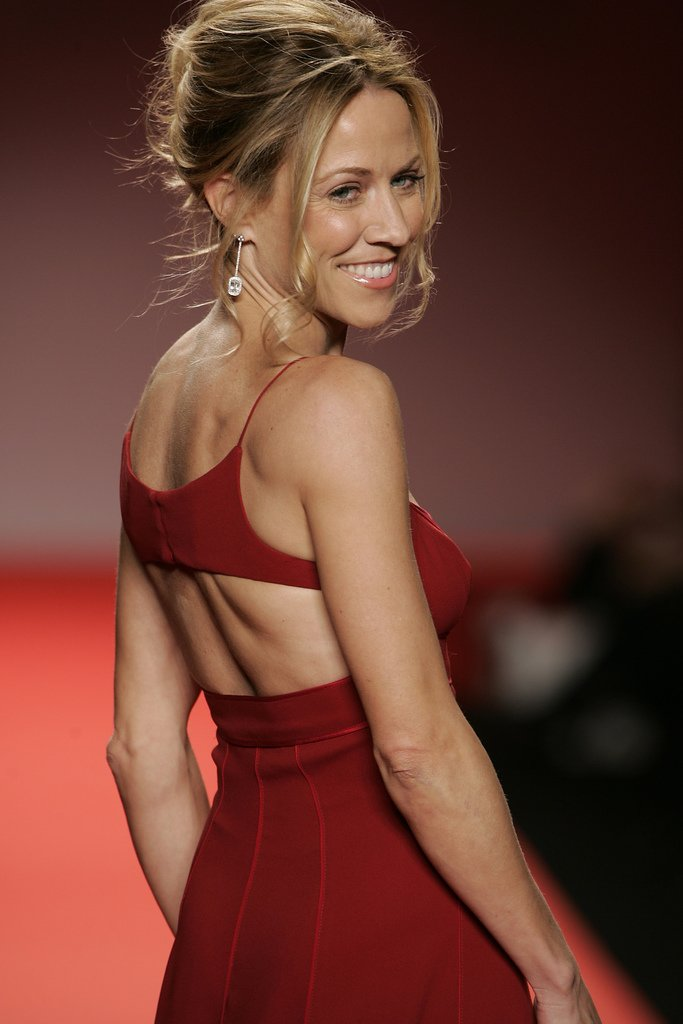
Crow en la Semana de la Moda de Nueva York en febrero de 2005.

En 2010, Crow contribuyó con la canción original «My Name Is Mwamaroyi» a la compilación de Enough Project y Downtown Records Raise Hope for Congo. Las ganancias de la compilación financian esfuerzos para hacer de la protección y el empoderamiento de las mujeres del Congo una prioridad, así como para inspirar a personas de todo el mundo a alzar su voz por la paz en el Congo.
A&M Records lanzó el séptimo álbum de estudio de Crow, 100 Miles from Memphis, el 20 de julio de 2010. El álbum tiene un ambiente soul clásico de Memphis y presenta el sencillo principal «Summer Day».
Más tarde ese año, se unió a Loretta Lynn y a la cantante de country Miranda Lambert en una actualización de la canción de Lynn «Coal Miner's Daughter» para el álbum de 2010 Coal Miner's Daughter: A Tribute to Loretta Lynn. Más tarde interpretaron la canción en la 44.ª edición de los premios anuales de música country en noviembre.
En julio de 2011, Crow actuó en la noche de apertura del Cheyenne Frontier Days Rodeo. Los activistas por el bienestar de los animales la habían instado a que no lo hiciera, alegando crueldad hacia los animales en el evento. Casi 13 000 personas firmaron una petición pidiendo a Crow que no actuara.
El 20 de septiembre de 2011, se anunció que Crow escribirá la música y la letra para Diner, un nuevo musical inspirado en la aclamada película de 1982. El espectáculo llegó a Broadway en el otoño de 2012 y está dirigido y coreografiado por la ganadora del premio Tony, Kathleen Marshall.
El 11 de octubre de 2011, William Shatner lanzó el álbum Seeking Major Tom, en el que Crow cantó la pista «Mrs. Major Tom» de la artista de música electrónica KIA, lanzado en 2003 en el álbum Adieu Shinjuku Zulu.
El 21 de septiembre de 2012, Mailboat Records lanzó Mark Twain: Words & Music, un doble CD de americana que cuenta la vida de un compañero de Misuri Mark Twain en la palabra hablada y la canción. El proyecto fue un beneficio para el Hogar y museo de la infancia de Mark Twain en Hannibal, Misuri. Crow cantó la única canción de época del proyecto, «Beautiful Dreamer» de Stephen Foster. La canción se cantó a cappella y acompañó la narración que describe los primeros días de la joven familia de Mark Twain en Hartford, Connecticut. Otros artistas que se unieron al proyecto, producido por Carl Jackson, incluyeron a Jimmy Buffett, Clint Eastwood, Garrison Keillor, Brad Paisley, Emmylou Harris, Vince Gill, Ricky Skaggs y otros. AirPlay Direct informó que el proyecto era su álbum estadounidense más descargado.
En septiembre de 2012, Crow apareció en una campaña llamada 30 Songs/30 Days para apoyar a Half the Sky: Turning Oppression into Opportunity for Women Worldwide, un proyecto de medios multiplataforma inspirado en el libro de Nicholas Kristof y Sheryl WuDunn.
Crow fue invitada por el periodista Katie Couric para escribir el tema musical para su nuevo programa de entrevistas, Katie. La canción, titulada «This Day», fue nominado para un Premio Daytime Emmy en la categoría excepcional canción original.
El 1 de noviembre de 2012, Crow lanzó una canción original que llamó «Woman in the White House» que estaba disponible para su descarga gratuita. Como sugiere el título, la melodía con sabor a país defiende la idea de una mujer presidenta. Las críticas mixtas de los críticos iban desde «una especie de condescendencia y esencialista de género» hasta «bondadosas y bien intencionadas». La canción, alabada por su letra irónica, fue comentada por el cantante de country Brad Paisley, quien la caracterizó como «muy divertida». La canción se lanzó más tarde para su descarga digital en iTunes y una parte de las ganancias se donó a la Cruz Roja Americana para ayudar en el esfuerzo de recuperación tras el Huracán Sandy.
También en 2012, VH1 clasificó a Crow en el puesto 25 como una de las 100 mujeres más grandes de la música.

### 2013-2015:Feels Like Home

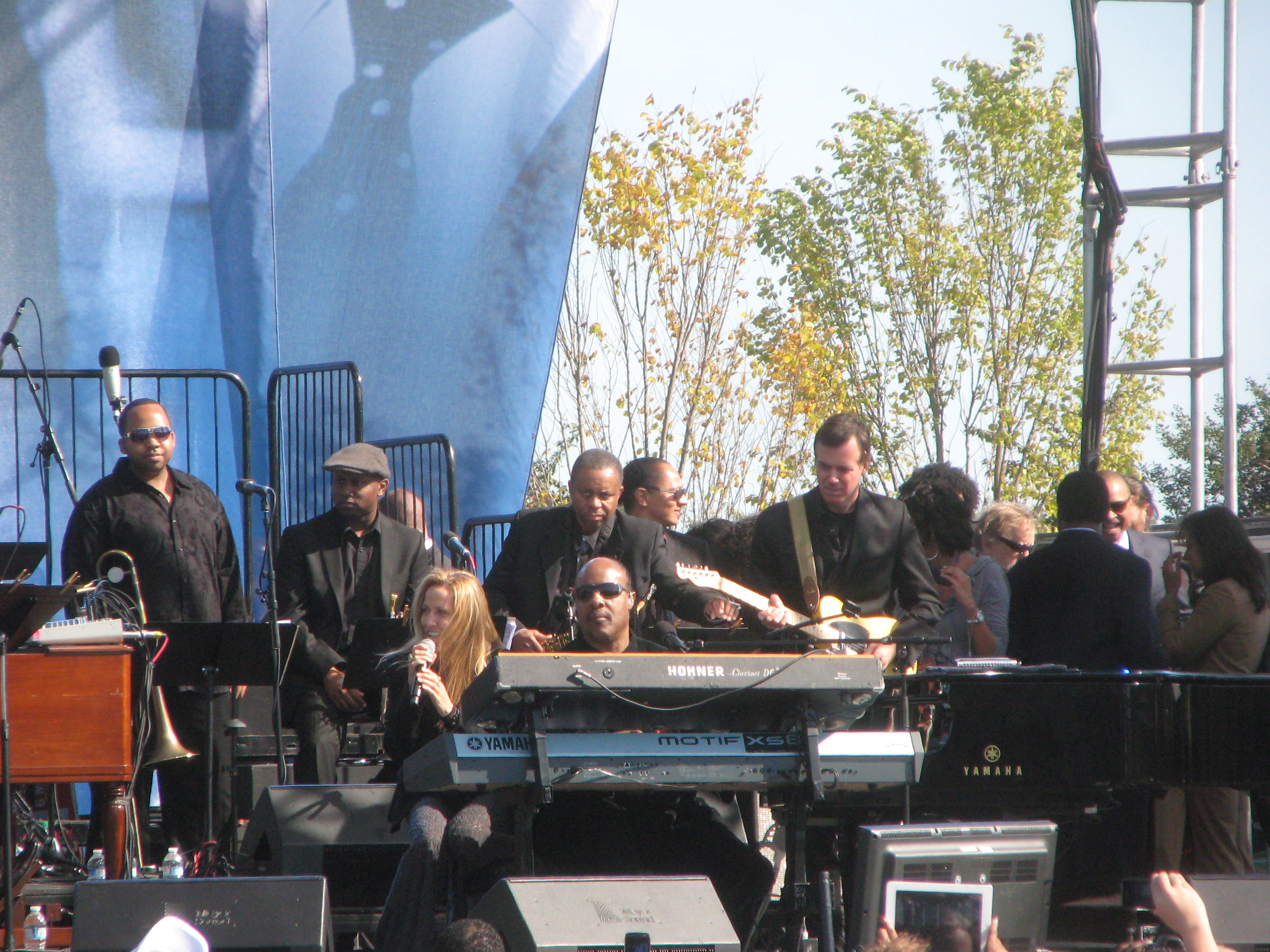
Crow con Stevie Wonder en el concierto de dedicación del Monumento a Martin Luther King Jr. el 16 de octubre de 2011.

En 2011, Crow se separó de su antiguo sello, A&M Records. La cantante siguió el consejo del vecino de Nashville Brad Paisley y, después de que le presentaran al productor Justin Niebank y a varios compositores de Nashville como Chris DuBois, Luke Laird y Chris Stapleton, en 2013 comenzó su primer proyecto de música country.
En 2013, Crow firmó un contrato de grabación con Warner Music Nashville y, unos meses después, lanzó «Easy», el primer sencillo del próximo álbum, que se convirtió en su primer éxito entre los veinte primeros en la lista Country Airplay y su sencillo principal más alto desde 2005. Feels Like Home fue lanzado el 10 de septiembre de 2013 y debutó en el número siete en el Billboard 200 con ventas en la primera semana de más de 36 000 copias, convirtiéndose en el noveno álbum entre los diez primeros de Crow.
Crow fue una de los actos de apertura de la etapa de 2014 de George Strait de The Cowboy Rides Away Tour. Junto con Stevie Nicks, Bonnie Raitt, Emmylou Harris y Carrie Underwood, hizo una aparición en la ceremonia de inducción del Rock and Roll Hall of Fame, rindiendo homenaje a Linda Ronstadt, quien fue una de las integrantes de 2014. Crow, junto con la banda de country Gloriana, se unió a Rascal Flatts en su Rewind Tour, que comenzó el 16 de mayo de 2014.
El concierto benéfico de celebración del 40 aniversario del Austin City Limits Festival se llevó a cabo el 26 de junio de 2014. Crow organizó el evento junto con Jeff Bridges y actuó con Kris Kristofferson, Gary Clark Jr., Alabama Shakes, así como su exguitarrista Doyle Bramhall II. Crow cantó en una interpretación de «Baby, It's Cold Outside» que apareció en el álbum de Navidad de Darius Rucker, Home for the Holidays. En diciembre de 2015, realizó un cover de «A Hard Day's Night». en el concierto del 75.º aniversario de John Lennon, interpretó «Two More Bottles of Wine» con Vince Gill en otro tributo concierto: The Life & Songs of Emmylou Harris.

### 2017-2022:Be Myself,ThreadsySheryl
Crow dúos con el artista estadounidense Rodney Crowell en la canción «I'm Tied To Ya» de su álbum Close Ties que se lanzó en marzo de 2017. El décimo álbum de estudio de Crow, Be Myself, se publicó el 21 de abril de 2017. Fue coproducido por Crow, Jeff Trott y Tchad Blake, y es la primera vez que este último ha aparecido en uno de los álbumes de estudio de Crow desde The Globe Sessions en 1998. Ha sido descrito por Crow como un regreso al sonido de su trabajo de los noventa, e intencionalmente y evita el sonido de influencia country de su álbum anterior. Ella ha dicho que no disfrutaba del sistema de promoción política utilizado por la radio rural, diciendo: «Haces muchos [programas] gratuitos para estaciones de radio a cambio de que los reproduzcan entre las tres y las cuatro de la mañana. Los formatos funcionan, y eso va en contra de mi grano. Soy demasiado mayor para permitirme eso, y pasar una noche lejos de mi hijo porque eso no está justificado». Se planeaba una extensa gira en apoyo del álbum, al igual que una gira de seis días «Outlaws» en julio de 2017 encabezada por Willie Nelson e incluyendo artistas como Bob Dylan, Jason Isbell, Margo Price y Hayes Carll entre otros. En junio de 2018, Crow apoyó a James Taylor en parte de su gira estadounidense después del original apoyo Bonnie Raitt se vio obligada a perderse varios programas por motivos de salud. Luego se embarcó en una gira «Greatest Hits» en el Reino Unido, que concluyó con un set en la Festival de la Isla de Wight el 24 de junio.
También se encuentra actualmente en producción un álbum de duetos, que incluirá contribuciones de Don Henley, Jason Isbell, Maren Morris, Chris Stapleton, Joe Walsh, Sting, Stevie Nicks, Lucius, Willie Nelson, Vince Gill, Emmylou Harris y Kris Kristofferson, así como Keith Richards, quienes harán un dueto en una portada de Rolling Stones. También está programada para aparecer una versión reelaborada de «Redemption Day», una canción del disco homónimo de Crow de 1996. Esto incluyó las voces de Johnny Cash tomadas de su propia versión de la canción, que fue lanzada póstumamente en su álbum de 2010 American VI: Ain't No Grave. Mientras promocionaba su gira por el Reino Unido, Crow lanzó «Wouldn't Wanna Be Like You» con St. Vincent y reveló que tiene la intención de que el proyecto de duetos sea su último álbum, citando la imposibilidad de lanzar algo que pudiera dar seguimiento a tal reunión de artistas. Agregó que continuará escribiendo, ir a giras y potencialmente lanzará música de formato corto similar a un Extended play. Crow anunciado el título de su último álbum hasta el momento, Threads, el 22 de mayo de 2019, junto con una nueva canción «Live Wire» que presenta a Bonnie Raitt y Mavis Grapas. También declaró que el álbum se lanzaría el 30 de agosto. La semana siguiente, Crow lanzó otra canción, «Prove You Wrong» con Maren Morris y Stevie Nicks.
El 25 de junio de 2019, The New York Times Magazine incluyó a Sheryl Crow entre los cientos de artistas cuyo material, según informes, fue destruido en el incendio de Universal 2008. Crow confirmó a BBC News que las copias maestras y de seguridad de sus primeros siete álbumes se perdieron en el incendio, y dijo que no se le informó de su destrucción hasta que leyó el Informe Times. En 2022, Sheryl, un documental de Showtime dirigido por Amy Scott que narra su carrera, se estrenó en el festival de cine South by Southwest.

### 2023-presente:Evolution
Crow anunció que grabó un nuevo álbum de estudio, el duodécimo, Evolution, el 3 de noviembre de 2023. La noticia llegó justo antes de su ingreso al Salón de la Fama del Rock and Roll ese mismo día. El lanzamiento del álbum está previsto para el 29 de marzo de 2024. Fue precedido por el sencillo «Alarm Clock».

## Musicalidad

### Guitarras
Al principio de su carrera, Crow actuó extensamente con una guitarra Gibson Country Western de 1962, que era su favorita personal, pero finalmente temió que no resistiría los rigores de las giras y el uso continuo en el escenario, y en 1999 preguntó a Gibson para construirle una réplica para usar en el escenario. El fabricante respondió introduciendo un modelo «Sheryl Crow» en su Signature Artist Series, que es esencialmente una recreación del modelo Country Western de 1962 de hombros cuadrados. En 2013, Gibson también presentó una edición limitada «Sheryl Crow Southern Jumbo», una reedición del predecesor de hombros inclinados del Country Western de 1962.

## Vida personal

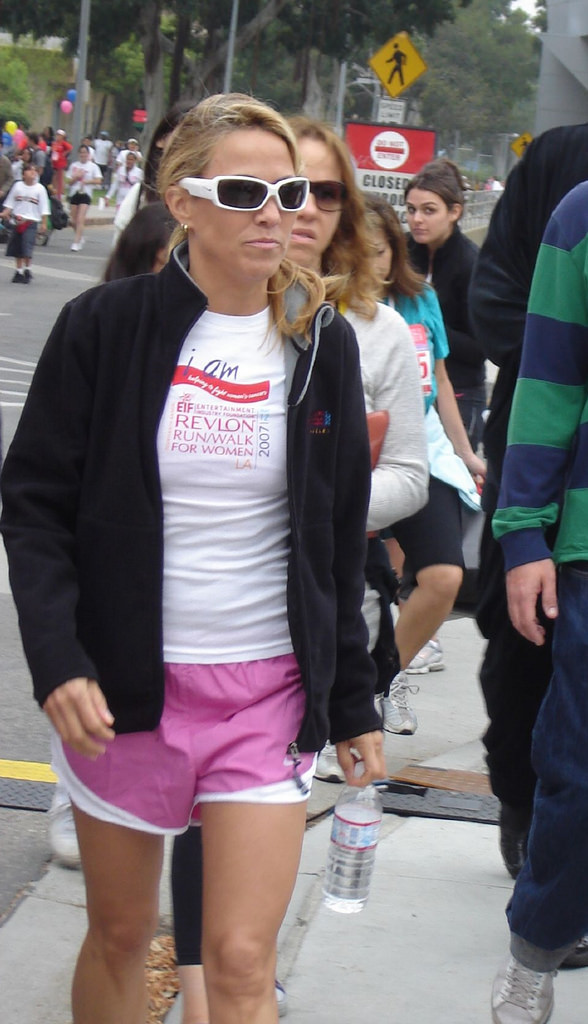
Crow en el Revlon Run Walk 2007.

### Relaciones y familia
Crow ha tenido varias relaciones románticas de alto perfil. A finales de la década de 1990, salió con el músico Eric Clapton y el actor Owen Wilson. La canción «Safe and Sound» del álbum C'mon, C'mon estaba dedicada a Wilson y, según las notas del álbum, era un relato de su relación. Crow comenzó a salir con el ciclista Lance Armstrong en 2003. La pareja anunció su compromiso en septiembre de 2005, pero anunciaron conjuntamente que se habían separado el 3 de febrero de 2006. En mayo de 2007, Crow anunció en su sitio web que había adoptado un niño que nació el mes anterior. En junio de 2010, Crow anunció que había adoptado a otro niño nacido en abril de ese año. Ella y sus hijos viven en West Nashville, Tennessee. También es propietaria de una casa en Destin, Florida. Era dueña de un apartamento tipo loft en el barrio NoHo de Lower Manhattan de 1998 a 2017.
Crow y su hijo Levi se consideran fanáticos acérrimos de los Milwaukee Bucks, y asistieron a varios de sus juegos de postemporada en 2021 en camino a la victoria de Milwaukee en las Finales de la NBA de 2021. Giannis Antetokounmpo y Khris Middleton son sus jugadores favoritos.

### Salud
Después de ser diagnosticada con carcinoma ductal in situ (DCIS), una forma no invasiva de cáncer de mama, Crow se sometió a una lumpectomía en una instalación de Los Ángeles el 22 de febrero de 2006, seguida de siete semanas de terapia de radiación. En agosto de 2010, Crow se asoció con su cirujano, Kristi Funk, para abrir el Sheryl Crow Imaging Center en Funk's Pink Lotus Breast Center. Crow también había sufrido depresión.
En noviembre de 2011, a Crow se le diagnosticó un meningioma, el tipo más común de tumor cerebral, por lo general benigno, por el cual continuó haciéndose exámenes de seguimiento periódicos.

### Visiones
Crow fue criada presbiteriana, pero se movió hacia una afiliación más general y ahora se describe a sí misma como cristiana. Es conocida por sus opiniones políticas liberales, oponerse a la invasión de Irak en 2003, apoyar las medidas de control de armas, se opone a la intervención militar en Siria, y apoya la lucha por los esfuerzos para reducir el cambio climático.

### Premios
Crow ha sido galardonada con doctorados honorarios de la Universidad de Misuri (su alma mater) y Southeast Missouri State University en Cape Girardeau. En 2006, Crow recibió el premio Golden Plate de la Academia Estadounidense de Logros presentado por el miembro del Consejo de Premios Steven Spielberg en una ceremonia en Los Ángeles.

## Discografía
| - 1993: Tuesday Night Music Club - 1996: Sheryl Crow - 1998: The Globe Sessions - 2002: C'mon, C'mon - 2005: Wildflower - 2008: Detours | - 2008: Home for Christmas - 2010: 100 Miles from Memphis - 2013: Feels Like Home - 2017: Be Myself - 2019: Threads - 2024: Evolution |

## Filmografía
| Año  | Título                     | Papel                       | Notas                                              |
| ---- | -------------------------- | --------------------------- | -------------------------------------------------- |
| 1990 | Cop Rock                   | Policía encubierta          | Episodio: «Bang the Potts Slowly»                  |
| 1996 | Fairway to Heaven          | Reportera                   | Especial de televisión                             |
| 2002 | Big Brother 3 (U.S.)       | Ella misma                  | Episodio 19                                        |
| 2004 | One Tree Hill              | Ella misma                  | Episodio: «The First Cut Is the Deepest»           |
| 2005 | Saturday Night Live        | Ella misma/Invitada musical | Episodio: «Lance Armstrong/Sheryl Crow»            |
| 2007 | Elmo's Christmas Countdown | Ella misma                  | Película                                           |
| 2009 | 30 Rock                    | Ella misma                  | Episodio: «Kidney Now!»                            |
| 2010 | Hannah Montana             | Ella misma                  | Episodio: «It's the End of the Jake as We Know It» |
| 2010 | Cougar Town                | Sara                        | 3 episodios                                        |
| 2012 | GCB                        | Ella misma                  | Episodio: «Forbidden Fruit»                        |
| 2013 | The Voice                  | Ella misma                  | Asesor del equipo Blake Shelton                    |
| 2014 | Celebrity Name Game        | Ella misma                  |                                                    |
| 2016 | Match Game                 | Ella misma                  | 2 episodios                                        |
| 2017 | NCIS: New Orleans          | Ella misma                  | Episodio: «Krewe»                                  |

| Año  | Título        | Papel              | Notas |
| ---- | ------------- | ------------------ | ----- |
| 1998 | 54            | Patrón VIP         |       |
| 1999 | The Minus Man | Casper             |       |
| 2004 | De-Lovely     | Intérprete musical |       |

## Libros
- Crow, Sheryl; White, Chuck (2011). If It Makes You Healthy: More than 100 delicious recipes inspired by the seasons (1st edición). New York: St. Martin's Press. ISBN 978-1429996365.